# Dicksonia antarctica

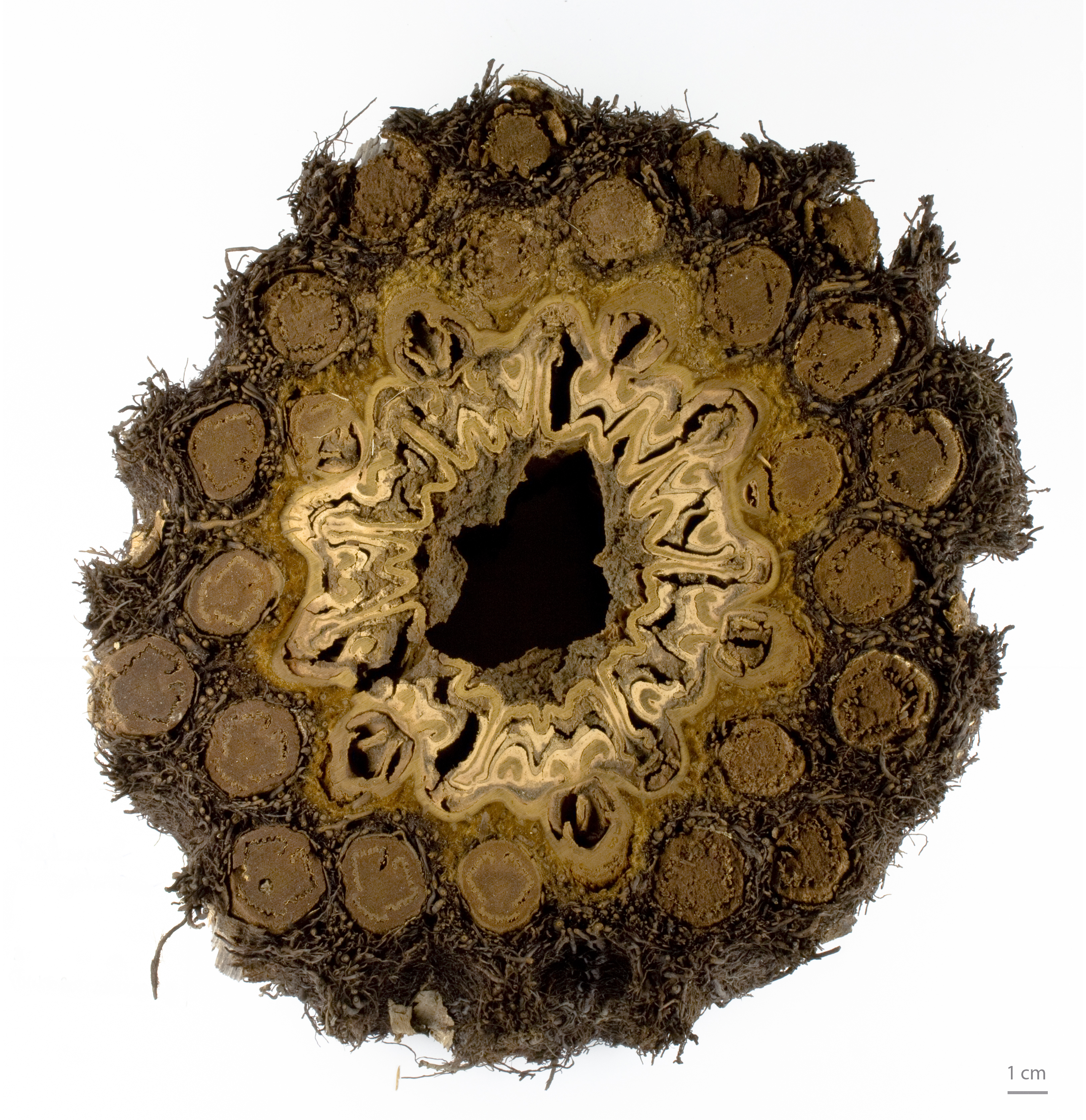
Dicksonia antarctica

Dicksonia antarctica, é uma pteridófita encontrada em partes da Austrália, a sudeste de Queensland, no litoral de New South Wales, de Victoria e de Tasmânia. 
Essa planta pode crescer até 15 m de altura, mas tipicamente crescem para cerca de 4 ou 5 metros, e consistem de um ereto rizoma formando um tronco. Eles são ricos por gramíneas na base do estipe (tronco). O verde, grande e escuro, cerca de textura folhas espalhadas em um dossel de 2 a 6 metros de diâmetro. As formas dos hastes variam como alguns crescem na forma curva e existem várias cabeças-entes. As folhas são suportados em ondas, com frondes férteis e estéreis, muitas vezes em camadas alternadas. O "tronco" da samambaia é apenas os restos em decomposição de início de crescimento da planta e forma um meio através do qual as raízes crescem. O tronco é geralmente solitário, sem corredores, mas pode produzir deslocamentos. 
Eles podem ser cortada e, se forem mantidos úmidos, as porções de topo pode ser replantadas e irá formar novas raízes. O coto, contudo, não será regenerar uma vez que é a matéria orgânica morta. Na natureza, os troncos fibrosos são hospedeiras de uma variedade de epífitas plantas, incluindo musgos. A planta cresce a 3,5 a 5 cm por ano e produz esporos com a idade de cerca de 20 anos.

## Habitat
A planta como a samambaia cresce em úmidas, abrigadas encostas arborizadas e ravinas úmidas, e que ocasionalmente ocorrem em grandes altitudes em florestas de nuvens. Dicksonia antarctica é a árvore mais abundante no Sudeste da Austrália. A planta pode crescer no ácido, neutro e nos solos alcalinos, em meia-sombra. Ele se ressente fortemente seca ou com secura nas raízes, mas realiza em solo úmido.